# Fabrik Heeder

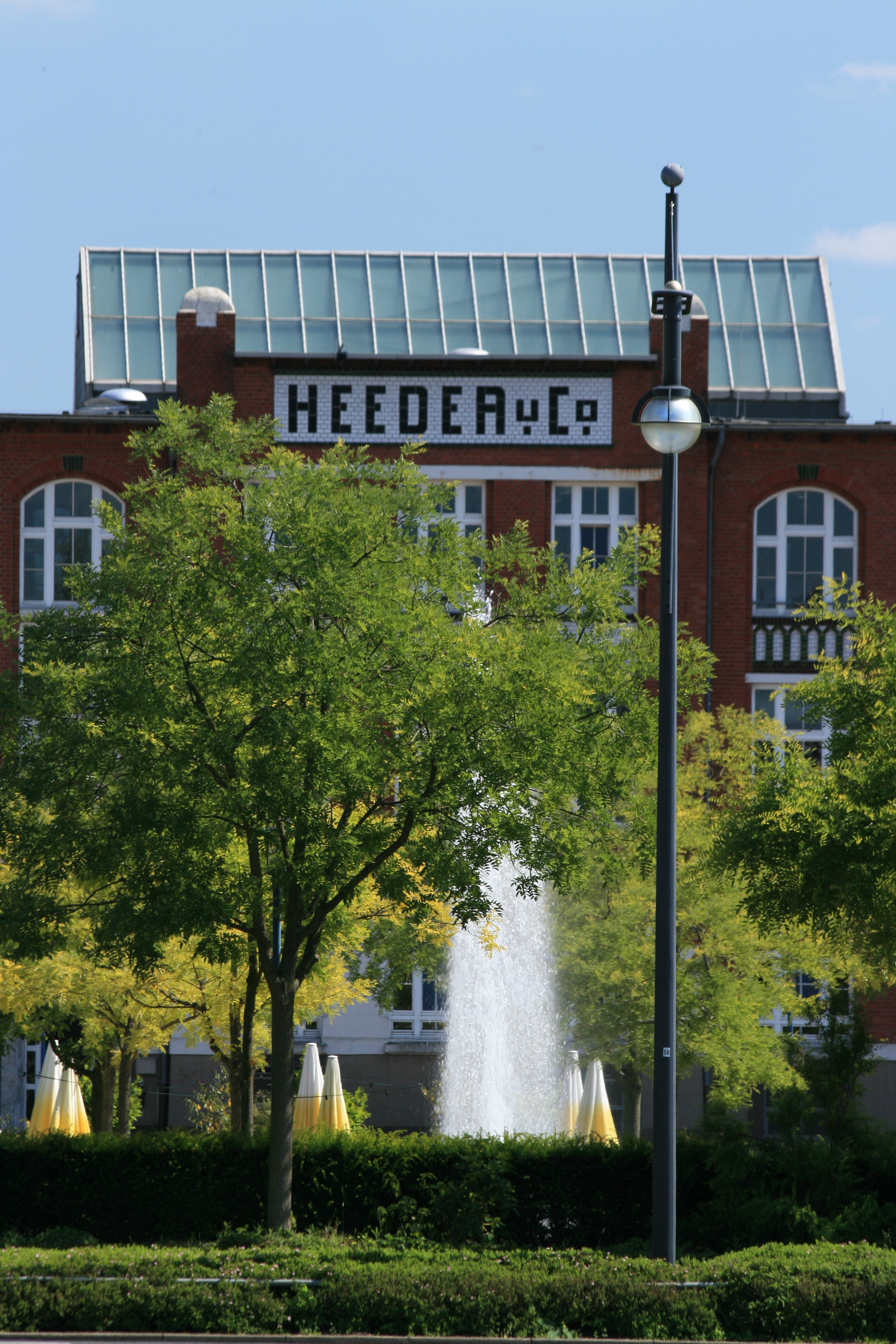
Fabrik Heeder am Platz der Wiedervereinigung

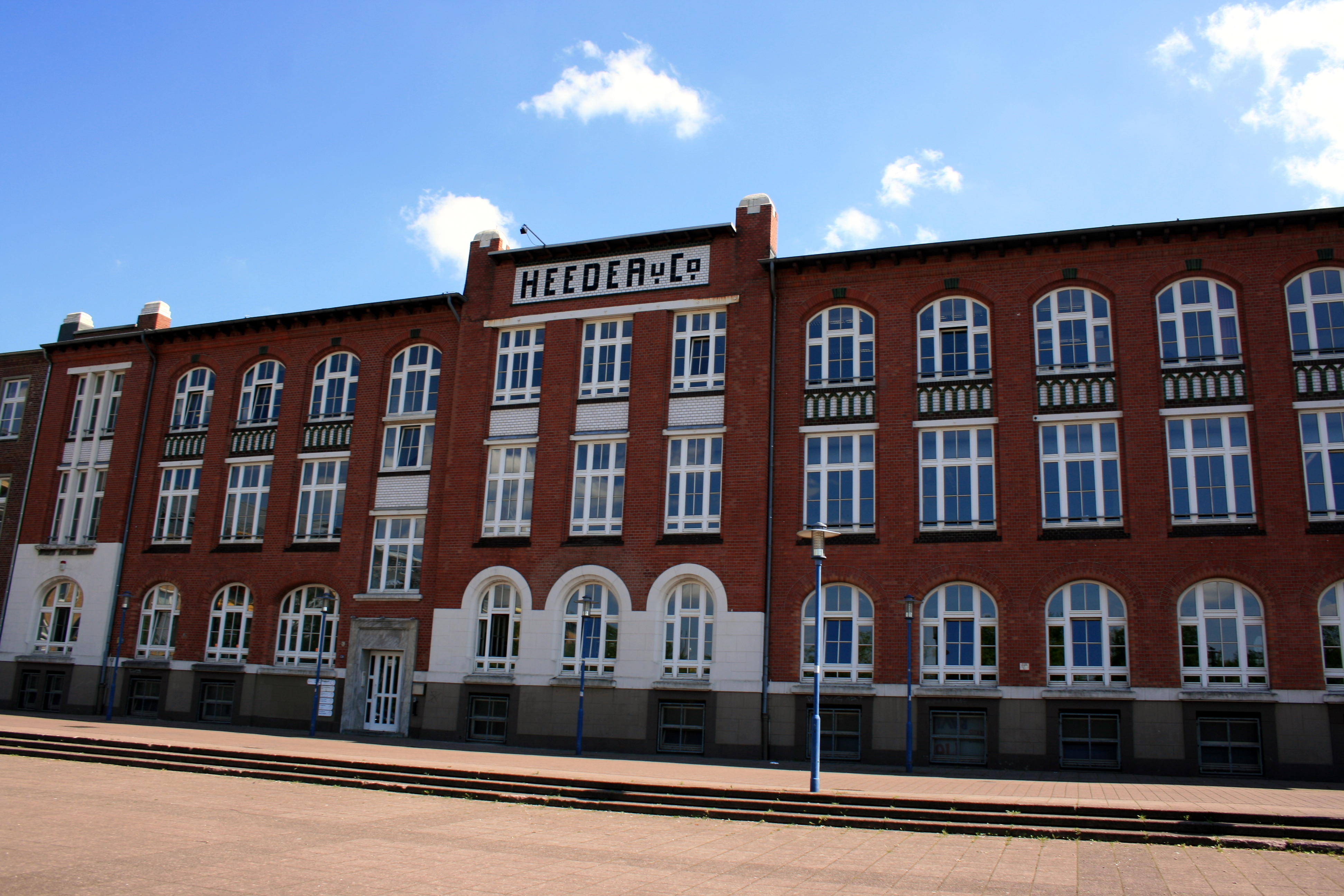
Fassade der Fabrik Heeder

Die Fabrik Heeder ist ein ehemaliges Fabrikgebäude in Krefeld, das aktuell als städtisches Kulturzentrum genutzt wird. Es liegt in der Virchowstraße 130, in direkter Sichtachse zum Hauptbahnhof.

## Geschichte
Errichtet wurde das Gebäude 1906 von den Architekten Wilhelm Girmes und Heinrich Oediger für die Tapeten- und Wachstuchfabrik Heeder & Co. 1950 wurde das Gebäude um einen Anbau erweitert, den der Architekt Max Sippel entwarf. In dieser Zeit gehörte das Gebäude der Wellpappen- und Kartonagenfabrik Fritz Peters & Co. In den 1960er Jahren betrieb die Bundeswehr in der Fabrik Heeder ein Ersatzteildepot. Seit 1989 wird die Fabrik Heeder als städtisches Kulturzentrum unter Leitung des Kulturbüros von verschiedenen kulturellen Einrichtungen der Stadt Krefeld genutzt. Die Fabrik Heeder wurde 1985 als Baudenkmal in die Denkmalliste der Stadt Krefeld eingetragen.

## Kulturelles Angebot
Die große Fabrikanlage mit Lichthof, verschiedenen Ausstellungsräumen und Bühnen bietet Raum für ein vielfältiges kulturelles Programm. Regelmäßig werden dort Bilder und Fotos ausgestellt und auch in der nordrhein-westfälischen Tanzszene hat sich die Fabrik Heeder einen guten Ruf als Aufführungsstätte erworben. Die bekanntesten Veranstaltungen im Haus dürften jedoch von KRESCH, dem Kinder- und Jugendtheater der Stadt Krefeld veranstaltet werden, das hier eine feste Ausbildungs-, Proben- und Aufführungsstätte erhalten hat.

## Einrichtungen in derFabrik Heeder
- KRESCH (Kinder- und Jugendtheaterzentrum der Stadt Krefeld)
- Frauenkulturbüro Nordrhein-Westfalen
- Spunk – Kino für Kinder
- Studiobühne
- Fotogalerie
- Kulisse (Gastronomie)